# 1033 Simona
1033 Simona är en asteroid i huvudbältet som upptäcktes den 4 september 1924 av den belgisk-amerikanske astronomen George Van Biesbroeck. Dess preliminära beteckning var 1924 SM. Asteroiden namngavs senare efter upptäckarens dotter, Simone van Biesbroeck.
Den tillhör asteroidgruppen Eos.
Den upptäcktes också oberoende den 5 september 1924 av den ryske astronomen Sergei Belyavsky (Beljavskij).
Simonas senaste periheliepassage skedde den 31 december 2018.[Uppdatering behövs] Fotometriska observationer 2007 vid Oakley-observatoriet i Terre Haute, USA har gett vid handen att asteroiden har en rotationstid på 10,07 ± 0,06 timmar och en variation i ljusstyrka på 0,15 ± 0,05 magnituder.